# Репинне
Репи́нне — село в Україні, в Закарпатській області, Міжгірській селищній громаді. Розташоване в долині річки Репинка між селами Келечин і Сойми за 10 км від центру громади (Міжгір'я) і за 144 км від обласного центру (Ужгород). Найближча залізнична станція — Воловець, розташована за 30 км від села.
Назва села походить від скелі, яка колись височіла над річкою і називалась Рипа. Саме від неї і походить назва села Репинне.
Існує цікавий факт щодо назви села. У радянський час (70-ті рр. ХХ ст.) виникла ідея перейменувати населений пункт на Квіткове через багатство квітів у садибах, чим славився населений пункт. Але громада відстояла назву Репинне, адже вона мала історичне підґрунтя.

## Історія

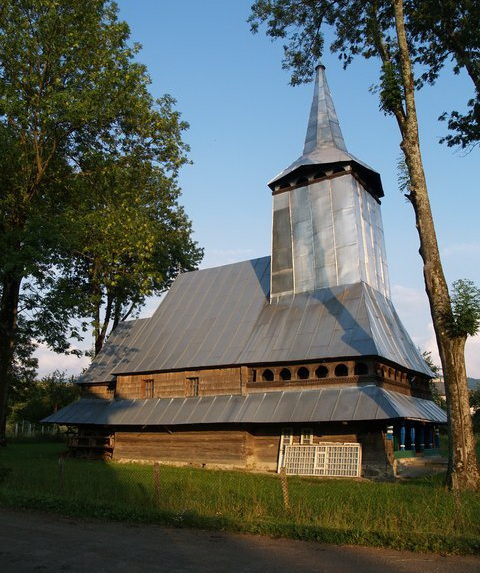
Дерев'яна церква Св. Великомученика Дмитра (1780 р.)

Перша писемна згадка про село датується 24 лютого 1457 р. Тоді графи Липчеї-Довгаї викупили його та ще декілька сусідніх сіл після довгого торгу з династією Урмезеїв.
Репинне — кенийзьке село було заселене у 15 столітті підданими родини Липчеї: родини Білкей, Липчеї, Білкей-Горзови та Урмезеї.
У червні 1902 року газета «Мараморош» писала, що на Репинний і Лозинський був лише один вчитель. Він три дні вчив дітей в Репинному, а три — у Лозянському. Оскільки через річку не було моста, під час повені занять в школі не було.
На околиці села стоїть пам'ятник на місці загибелі останнього опришка Ілька Липея, сумна історія життя якого описана його однокласником, відомим закарпатським письменником В. Гренджою-Донським у повісті «Ілько Липей — карпатський розбійник»: «Був розумний, спритний хлопець, тільки щастя в житті не мав ніколи. Розбійником його зробила жорстока дійсність». Ілько був сином місцевого багача, одружився з бідною дівчиною, через що батько відмовився йому допомагати. Після численних поневірянь змушений був стати контрабандистом, де потрапив у сумнівну історію, і, ймовірно, був несправедливо засуджений за вбивство. За добру поведінку в тюрмі мав бути відпущений раніше, але довідався про зраду дружини та втік до закінчення терміну. Місяць добирався додому пішки лісами. Після повернення став грабіжником і був вбитий жандармами. Про нього та його побратима Юрія Клевця написано декілька художніх творів українськими, словацькими та чеськими авторами.
В 1918 році село входить до складу Західноукраїнської Народної Республіки, після Акту Злуки — до Західної Області УНР.
Внаслідок поразки Перших визвольних змагань село як частина Підкарпатської Русі входить до складу Чехословаччини.
В березні 1939 село стає частиною щойно проголошеної незалежної Карпатської України. Втім, незабаром село захоплюють угорські війська.
В Репинному є загальноосвітня школа I—III ст., дитячий садок, центр дозвілля (клуб), сільська бібліотека.

## Присілки
Заріка
Заріка — колишнє село в Україні, в Закарпатській області.
Обєднане з селом Репинне  рішенням облвиконкому Закарпатської області № 155 від 15.04.1967
Перша згадка у ХІХ столітті.

Ледней
Ледней — колишнє село в Україні, в Закарпатській області.
Обєднане з селом Репинне
Згадки:  1804: Lidnik, 1808: Lidnik, 1864: Lednej, 1892: Lednei, 1898: Lednei , 1910: Lednej.

Монинець
Монинець — колишнє село в Україні, в Закарпатській області.
Обєднане з селом Репинне
Згадки: 1804: Monenicz, 1806: Monenicz , 1808: Monenicz.
За легендою, перша церква Репинного мала форму хати і стояла на березі за річкою, на сьогодні присілок Монинці.

## Населення
Згідно з переписом УРСР 1989 року чисельність наявного населення села становила 1023 особи, з яких 505 чоловіків та 518 жінок.
За переписом населення України 2001 року в селі мешкало 1137 осіб.

### Мова
Розподіл населення за рідною мовою за даними перепису 2001 року:
| Мова       | Відсоток |
| ---------- | -------- |
| українська | 99,04 %  |
| російська  | 0,87 %   |
| молдовська | 0,09 %   |

## Туристичні місця
- В селі є пам'ятка архітектури — дерев'яна греко-католицька церква Святого Великомученика Дмитра (ΧVIII ст., мармарошська готика) збудована у 1780 р. За радянських часів церкву намагалися спалити, але місцеве населення не дало цього зробити. В селі була ще одна, православна, церква, яку радянська влада все-таки знищила. На сьогоднішній день в селі будується нова православна церква. Церква св. великомученика Дмитра. 1780. Першу згадку про Репинне зустрічаємо у писемних джерелах 145 7 р. Дмитрівська церква, збудована із смерекових брусів, є чудовим зразком поширеного на міжгірській верховині «готичного» стилю. На головному фасаді репинської церкви ряд різблених стовпчиків підтримує опасання, вище опасання влаштовано з трьох боків аркаду нижніх голосниць, башта над бабинцем вкрита восьмисхилим шатром, який переходить у високий шпиль. У інтер'єрі нава і вівтарний зруб перекриті коробовими склепіннями, бабинець має плоску стелю. У наві збереглося чудове різьблення з XVIII ст. та пізніших часів. Світичі вирізьбили соймівські майстри Дмитро Фічоряк та Михайло Кінч. Гарний темперний живопис XVII ст. повністю зіпсовано приблукалими «художниками» кілька років тому. Датують церкву різними роками другої половини 18 ст. Усталеною датою є 1780 р., хоч у 1751 р. в селі згадують дві дерев'яні церкви св. великомученика Дмитрія. Більша, біля якої мешкав парох, була в доброму стані, покрита шинґлами. Мала всі образи, всі церковні книги і два дзвони. «Вишня церков же без книг, звони два, снаряди к литургії потребні і образи, нич инше не має». У 1801 р. є запис про дерев'яну церкву на 150 вірників. У 1942 р. ужгородський інженер Е. Еґреші розробив детальний план реставрації церкви та кошторис робіт. У радянський період, на початку 1970-х років була спроба підпалення церкви, але селяни встановили чергування і вчасно погасили вогонь. З 1993 р. церква знову греко-католицька. На жаль, восени 1995 р. всю споруду оббили бляхою.
- 7 травня 2013 року біля с. Репинне відбулося урочисте відкриття памятного знаку останньому карпатському розбійнику -Ільку Липею. З висловом висіченим на камені «Доля сильніша ніж воля» майже через 80 років до внуків, правнуків, земляків повернувся несправедливо забутий символ трагедії карпатського народу — Ілько Липей.

## Транспорт
- До Репинного можна доїхати поїздами «Львів — Ужгород», «Львів — Мукачево», «Київ — Чоп» (а також іншими поїздами, що їдуть на Ужгород) до станції Воловець, потім — автобусами «Воловець — Міжгір'я», «Ужгород — Міжгір'я» (або автостопом). З Міжгір'я до Репинного можна добратися на автобусах «Міжгір'я — Пилипець», «Міжгір'я — Тюшка», «Міжгір'я — Подобовець», «Міжгір'я — Нижній Студений», «Міжгір'я — Воловець», «Міжгір'я — Ужгород» (або автостопом).

- Через село пролягає газопровід «Союз» і лінія електропередач міжнародного значення «Мир».

## Відомі люди
В селі народилися:
- Володимир Фединишинець — український поет, письменник, публіцист, член Національної спілки письменників України, один із активістів русинського руху на Закарпатті
- Юрій Федорович Бряник — поет, письменник, публіцист.

## Легенди про Репинне
- «Одного разу йшов чоловік пішки із Соймів до Пилипця. За плечима він ніс важку торбу. Через свою ношу він був змушений часто перепочивати. Але вже темніло і він зрозумів, що додому не дойде, а прийдеться йому заночувати десь недалеко від дороги. Скинув він торбу, пішов оглянув місцину і знайшов собі підхоже місце під вербою. Він розпалив вогнище, закурив піпу і почав лаштуватися на нічліг, поклавши торбу під голову. Проте заснути не міг, бо чи то муляла торба, чи рипіла стара верба — він і сам не розумів. Кожен раз, як проходив він це місце, то згадував про вербу, як вона рипіла. А згодом тут і поселився. Від того й пішла назва села, яке зараз називається Репинне».

- «Було то років триста тому. Втік від пана десь від Хуста один бідняк, голий, босий. Хотів утекти так далеко, аби його панські слуги не знайшли. Дороги сюди ще не було, і йшов він берегом ріки. Ніч його застала на одному лужку, коли вже порядно відмахав від села Соймів. Ліг спати на тім лузі під вербою. Подув уночі вітер — і зарипіла верба. Рип та рип. Усю ніч рипіла. Не було бідному спання. Рано встав, обдивився — полюбилося місце. Подумав собі: можна й колибу ставити. Одна біда, що верба рипить. Та цьому можна зарадити. Взяв чоловік сокиру — зрубав вербу.— Ну, тепер порипи мені,— каже. Зробив колибу, почав господарство заводити. Та першу ніч і рипіння верби не забув. Тому те місце прозвав Репинним. Так потім і село стало називатися».

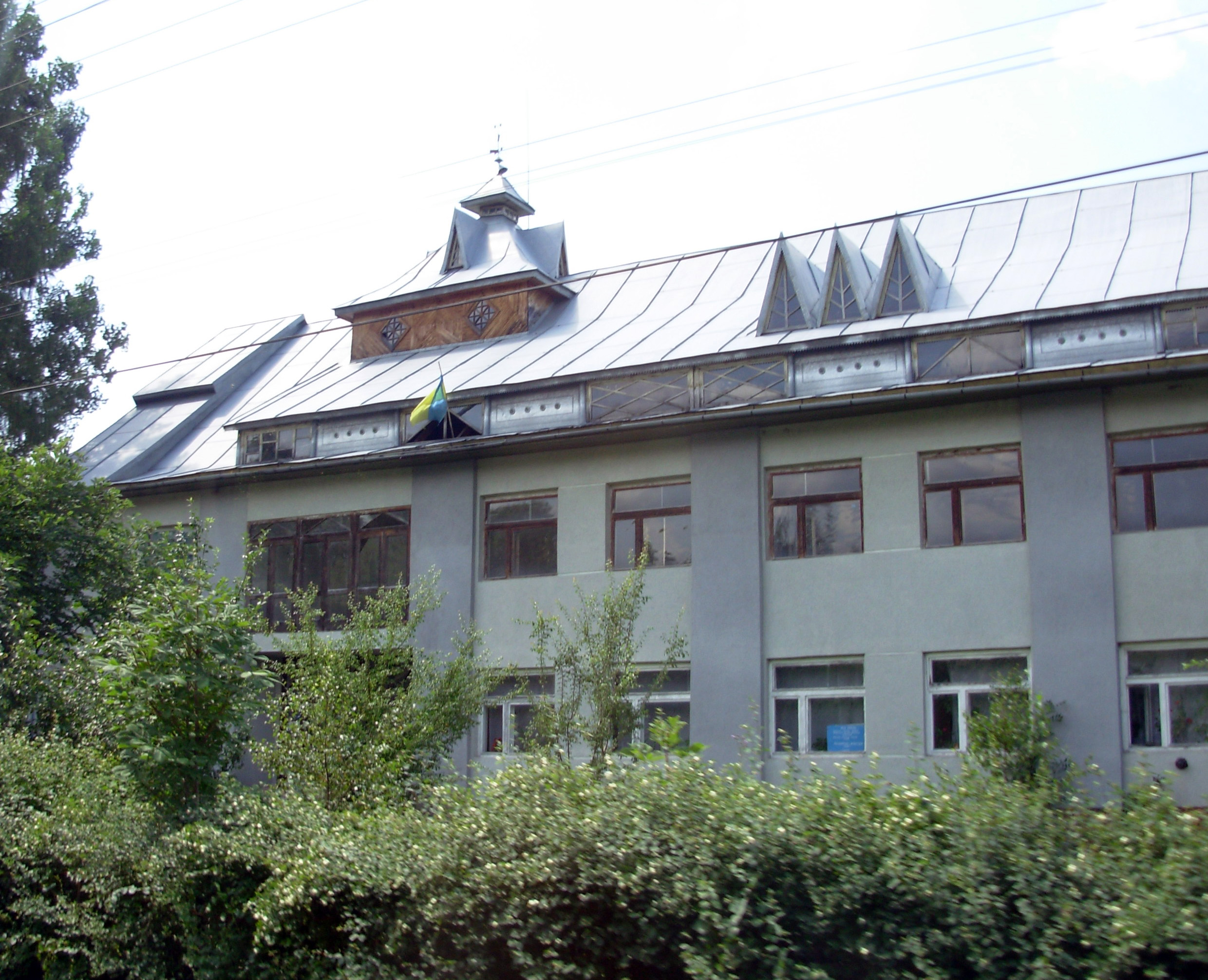
Репинська сільська рада
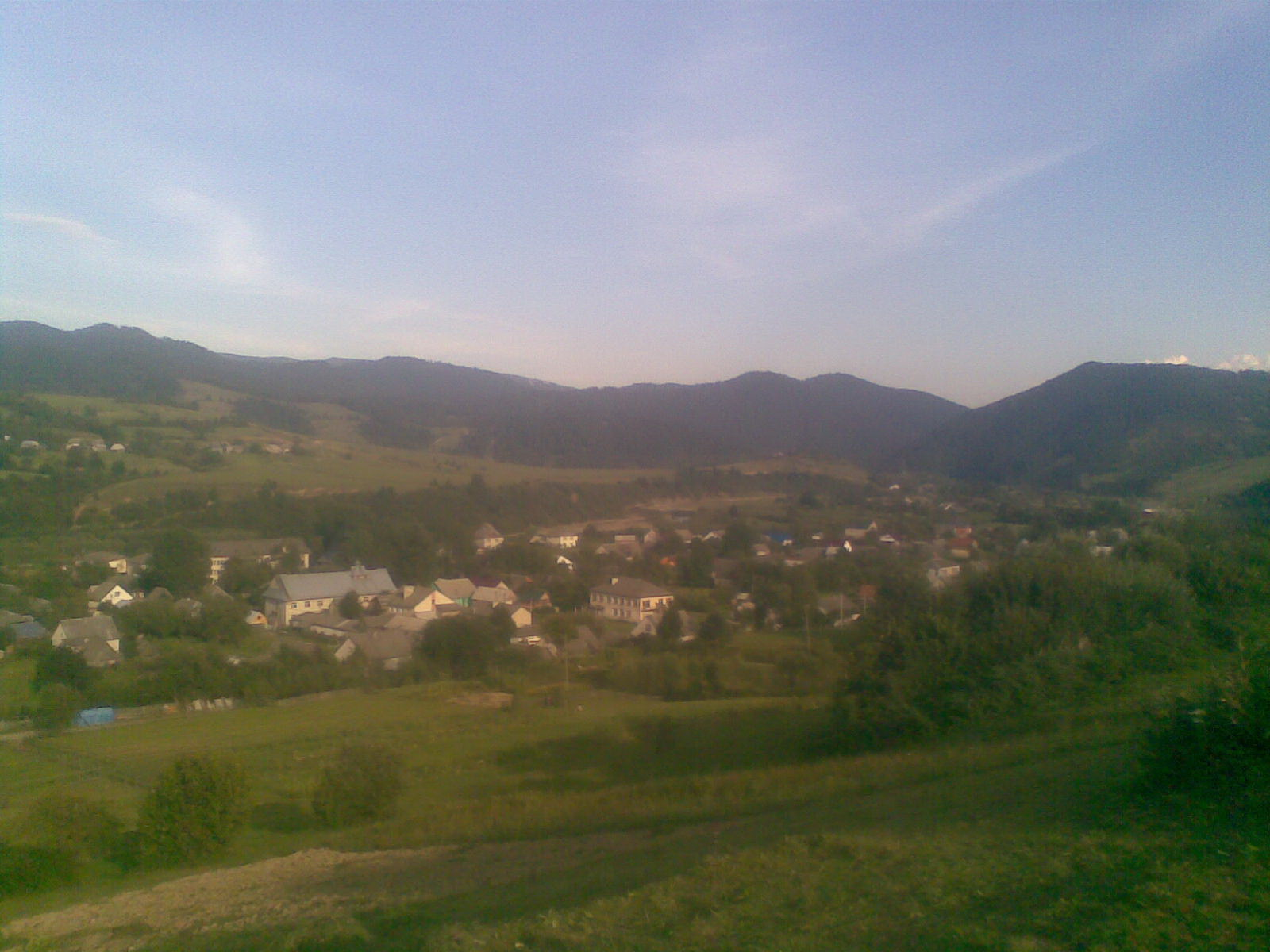
Панорама села (центральна і нижня частина)
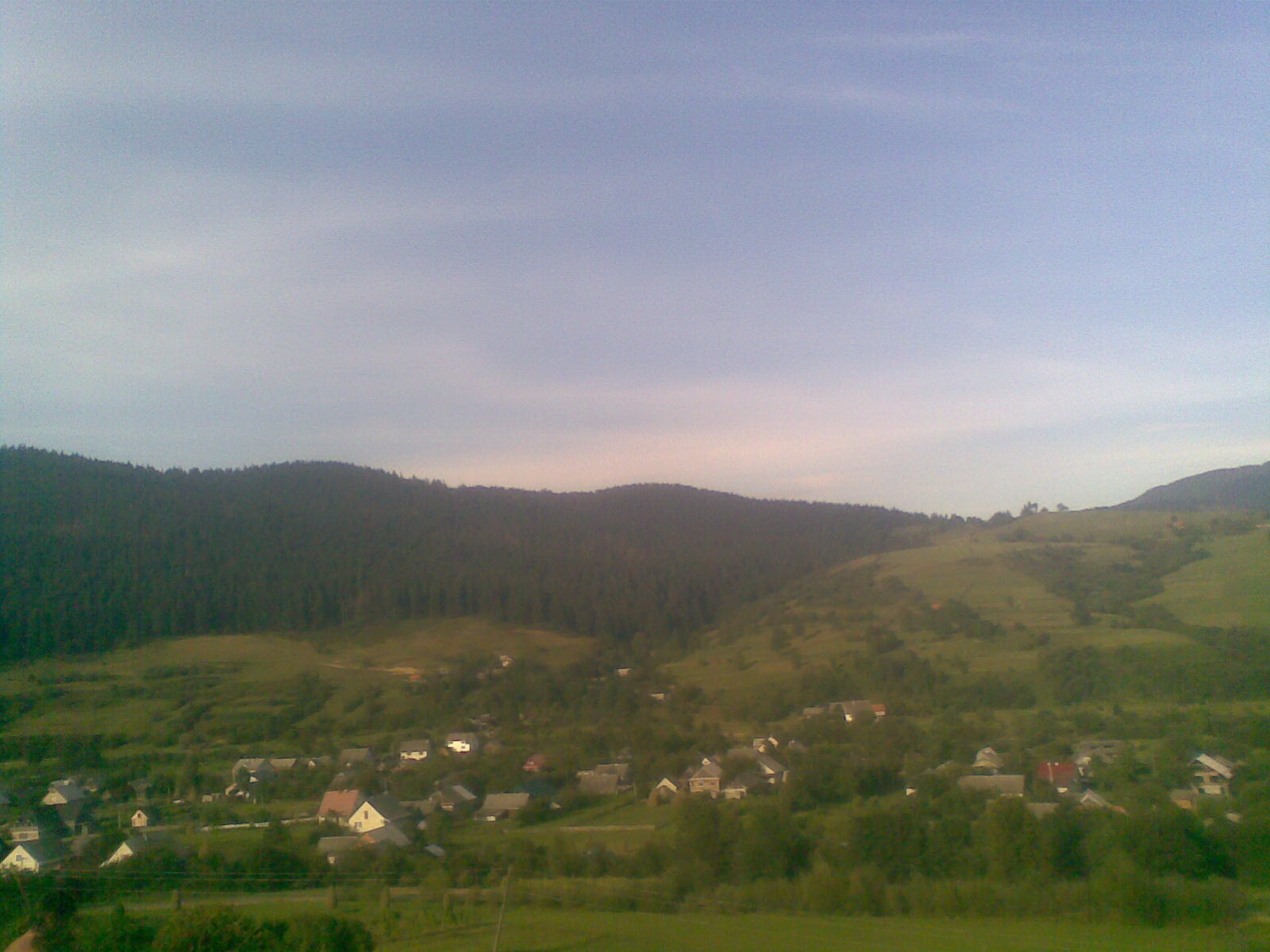
Панорама села (центральна частина)
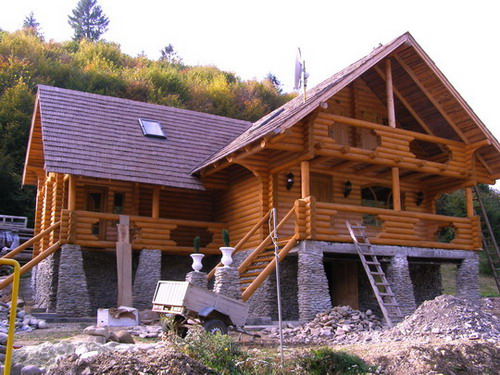
Новобудова в Репинному
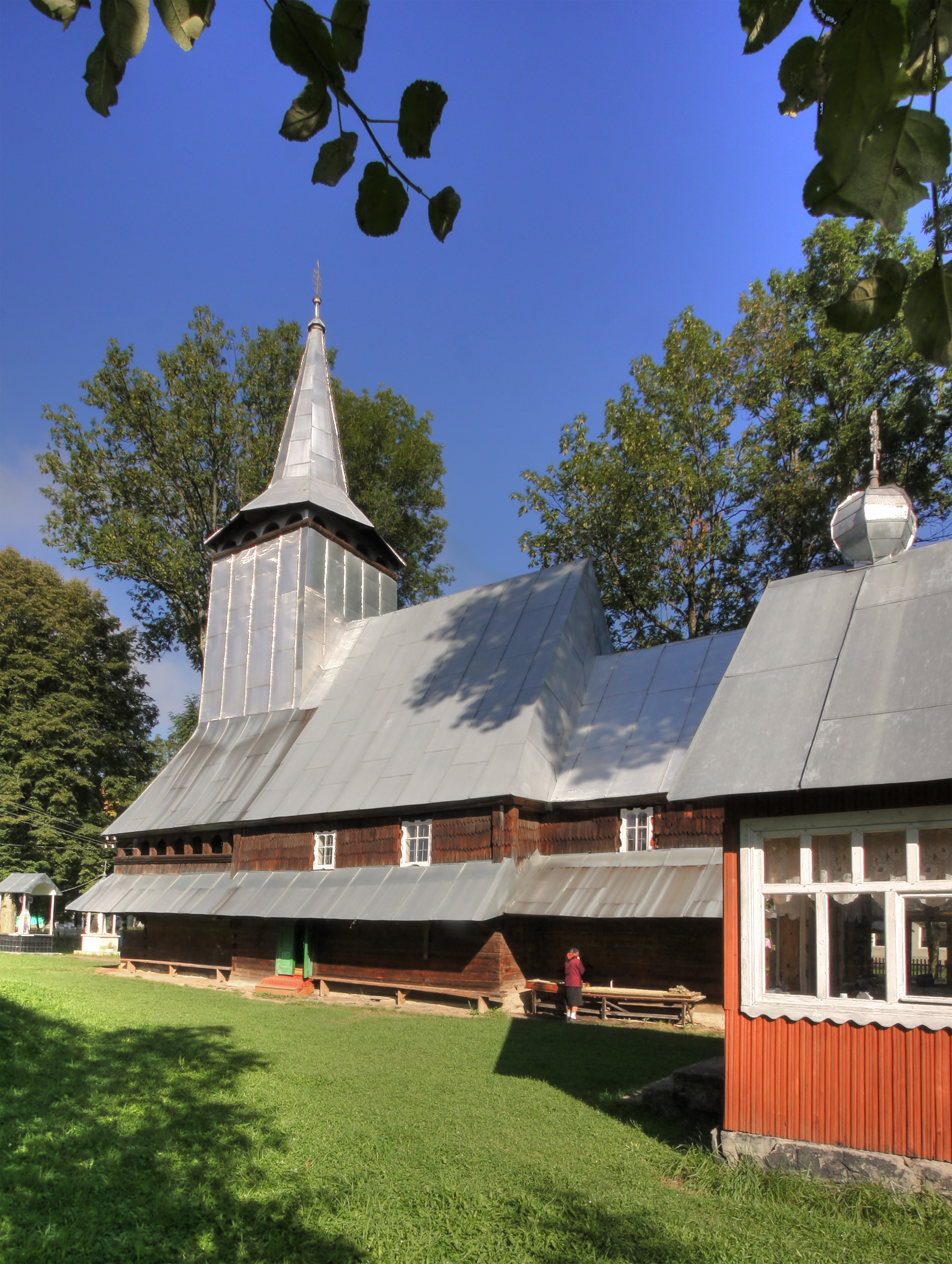
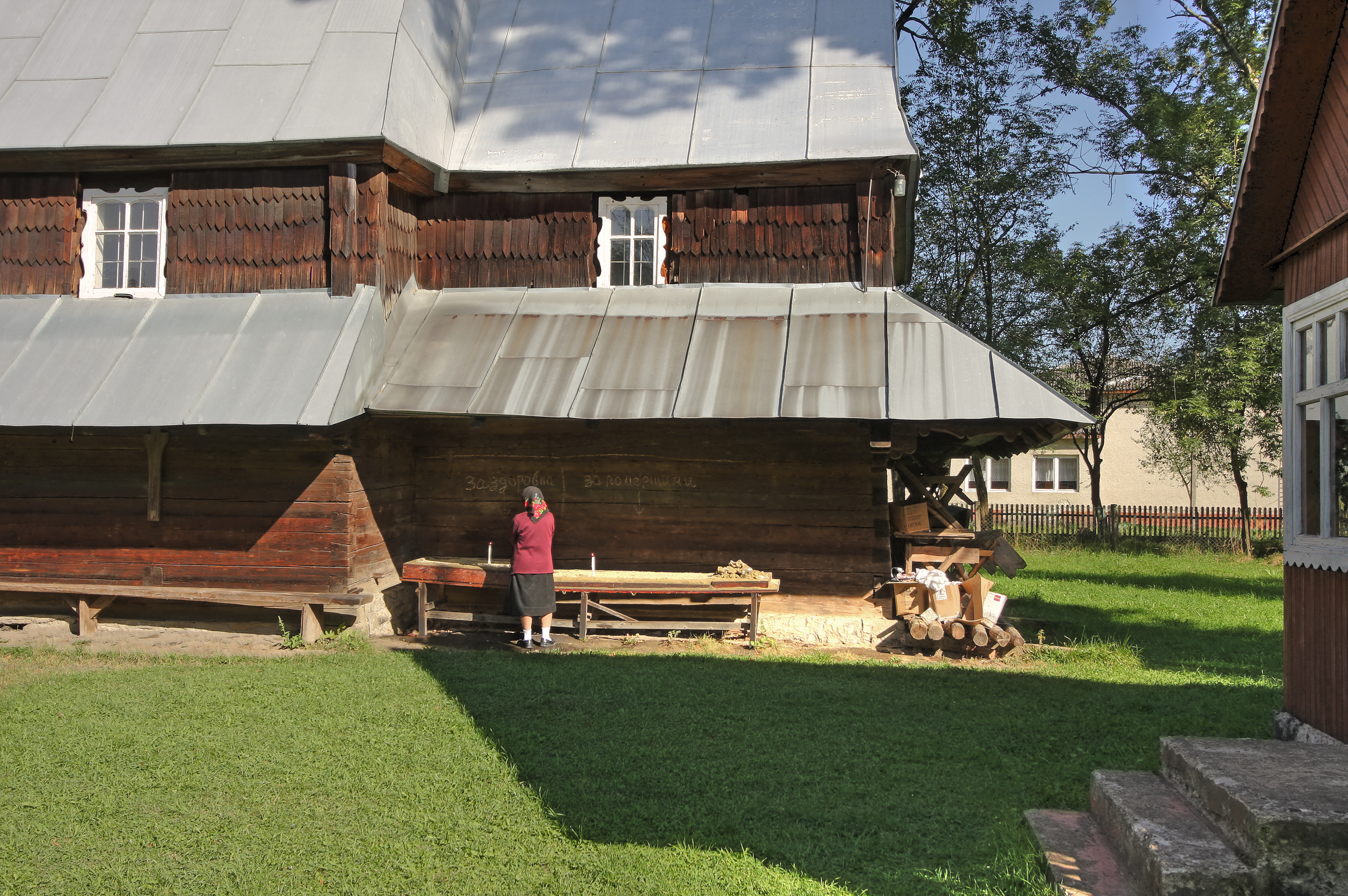
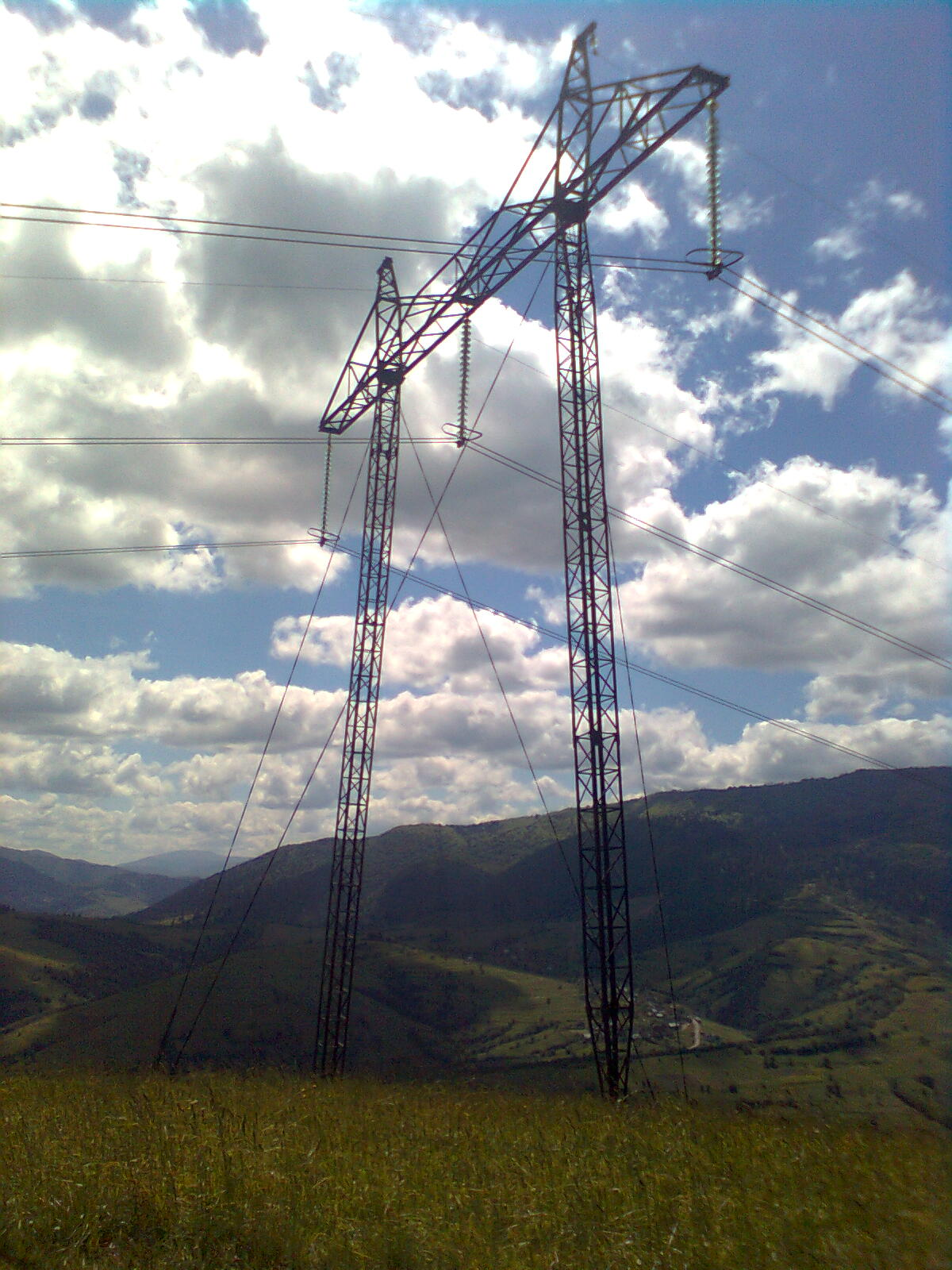
Опора міжнародної ЛЕП "Мир" (Репинне)
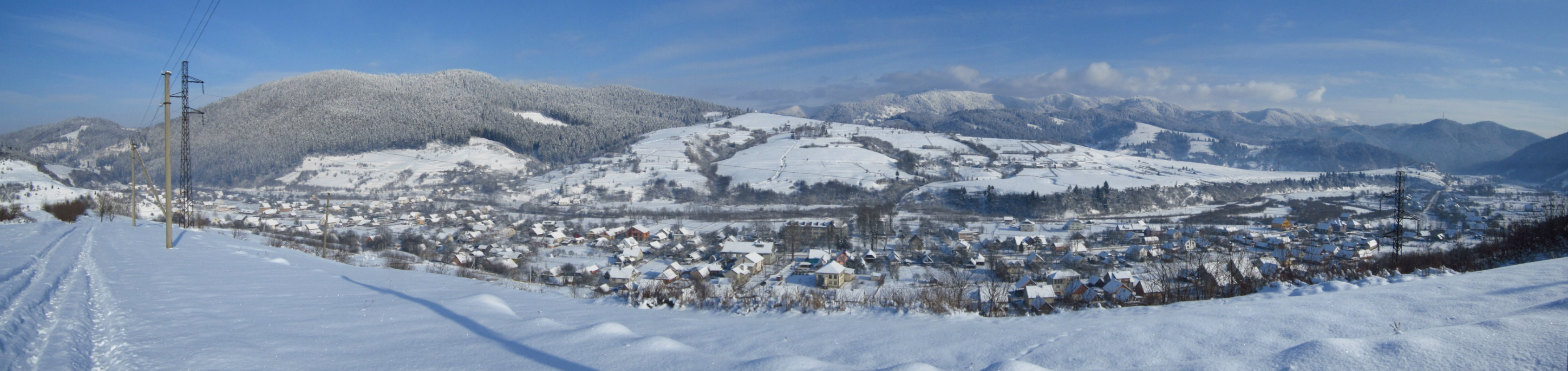
Зимова панорама Репинного
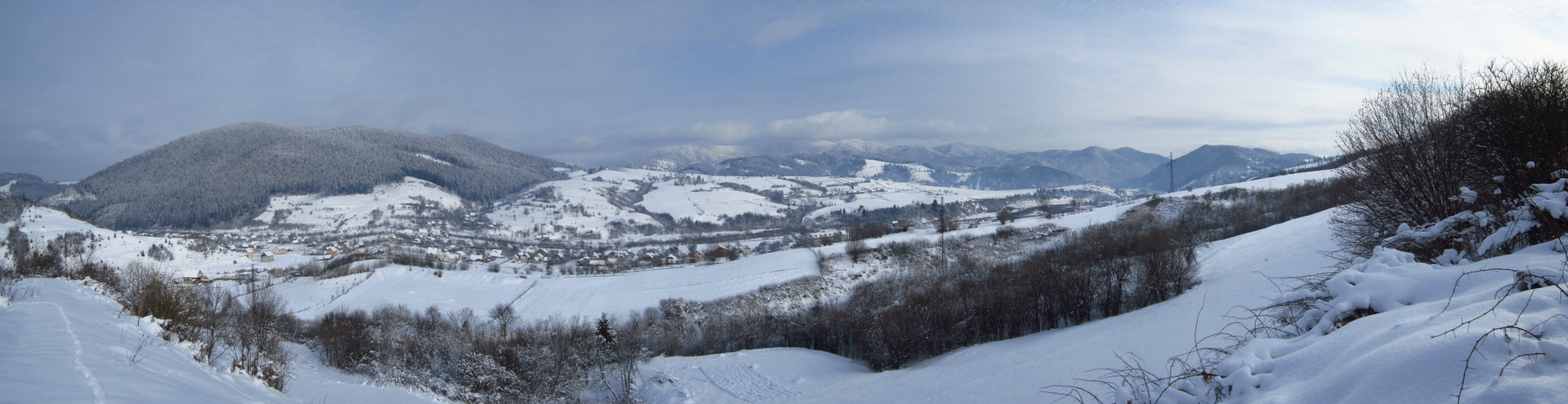
Репинне. Зимова панорама